# Sabana Grande de Palenque
Sabana Grande de Palenque je mesto v provinci San Cristóbal v Dominikanski republiki.

## Zgodovina
Mesto je občinski okraj mesta San Cristóbal postalo 1. januarja 1945, leta 1997 pa ga je Kongres Dominikanske republike potrdil kot polnopravno občino.

## Geografija
Mesto se nahaja ob obali Karibskega morja v bližini mesta San Cristóbal. V samem mestu je tudi sedež istoimenske občine, ki pa ima tudi dva občinska okraja: Sabana Palenque in Juan Barón. Med domačini so lokalne plaže precej priljubljene, na širši ravni pa se še niso uveljavile kot večja turistična destinacija. 

## Znani prebivalci
Iz kraja izhaja nekaj znanih bejzbolistov:
- Juan Uribe, poklicni igralec notranjega polja,
- Francisco Liriano, poklicni levoroki metalec,
- Ivan Nova, poklicni desnoroki metalec.